# Francesc Deulofeu i Fontanillas
Francesc Deulofeu i Fontanillas (Sant Celoni, 1960) és un polític català, que va ser dues vegades batlle de Sant Celoni.
Va estudiar medicina i cirurgia l'any 1984 i s'especialitza en medicina interna el 1989 i en geriatria el 2003. Va especialitzar-se en metodogia en ciències de la salut i va obtenir un postgrau en metodogia d'avaluació i millora de la qualitat.
Va ser escollit representant dels pares del Consell Escolar del Col·legi La Salle - Sant Celoni i també en el Consell Escolar Municipal. Ha estat membre de l'AMPA del col·legi La Salle.
Ha col·laborat en cursos de formació amb la Creu Roja i en xerrades formatives de salut organitzades per l'ajuntament, l'hospital, el Col·legi La Salle i de l'Associació Neurològica Amics del Baix Montseny.
Va ser president local del partic local de Convergència Democràtica de Catalunya des de 2004 fins al 2008. És regidor a l'ajuntament de Sant Celoni i portaveu del Grup Municipal de CIU des de 2003. Va ser cap de llista a les eleccions municipals de 2007 amb l'eslogan «Estem a punt» i va esdevenir batlle. Va ser batlle entre 2007 i 2011, cap de l'oposició entre 2011 i 2015 i de nou batlle el 2015 fins a 2019.
Una de les seves grans passions és la bicicleta de muntanya. És membre del Club Ciclista Sant Celoni.